# Rouxinol-do-mato

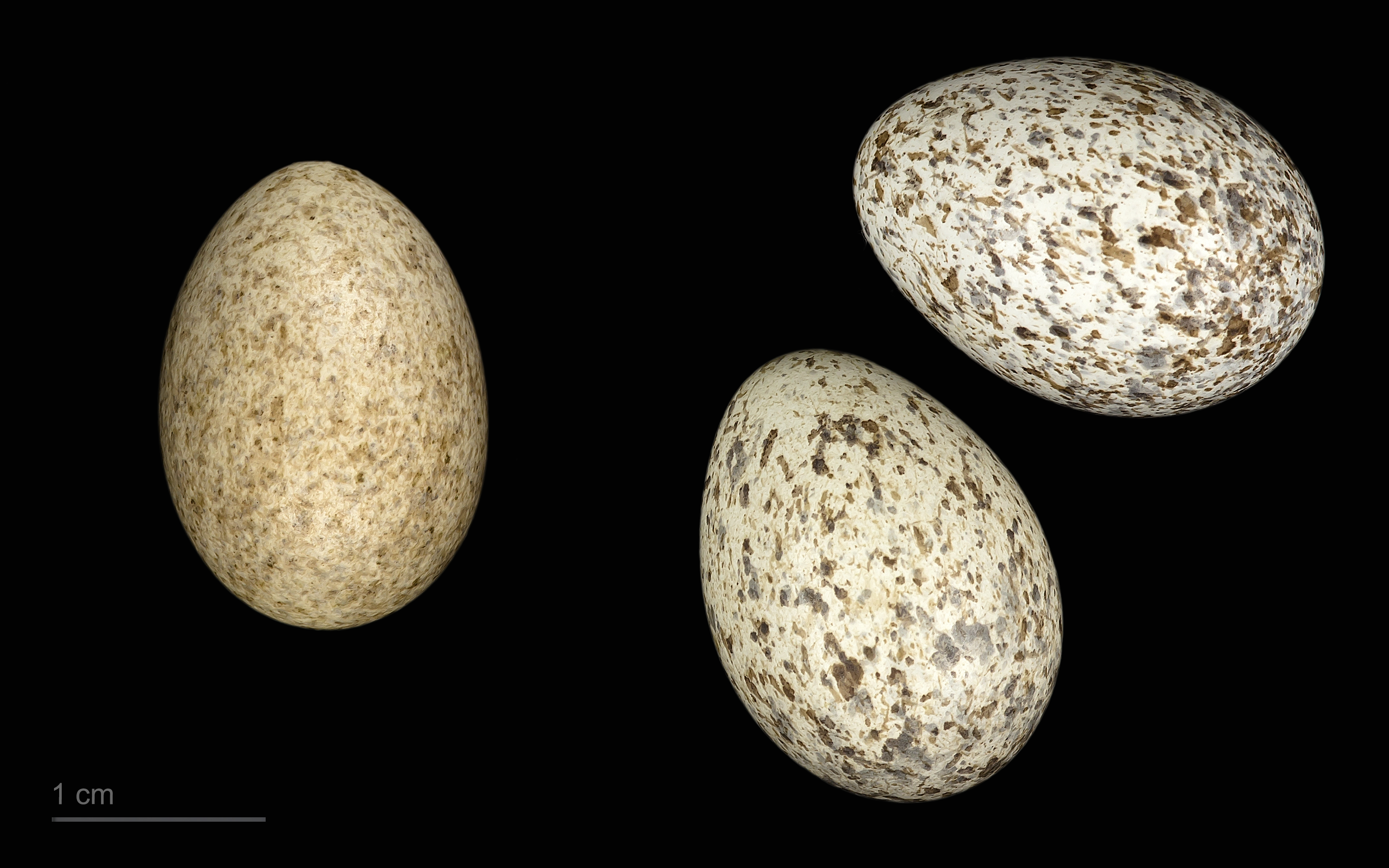
Cuculus canorus canorus em um ninho de Cercotrichas galactotes - MHNT

Rouxinol-do-mato ou rouxinol-do-mato-ruivo (Cercotrichas galactotes) é uma ave pertencente à família Turdidae. Caracteriza-se pela plumagem alaranjada e pela longa cauda que é frequentemente mantida em posição levantada. É uma espécie característica de zonas áridas.
Em Portugal o rouxinol-do-mato nidifica no interior do Alentejo e do Algarve. É uma ave migradora que chega em Maio e parte em Agosto. Os seus quartéis de invernada situam-se na África tropical.